# Brezovka
Brezovka (in ungherese Berezóka, in tedesco Birkendorf) è un comune della Slovacchia facente parte del distretto di Bardejov, nella regione di Prešov.

## Storia
Brezovka, viene fondata da coloni tedeschi nel 1320 che amministrarono la colonia utilizzando l'ordinamento giuridico germanico. 
Il villaggio viene citato per la prima volta nel 1553. All'epoca apparteneva alla signoria di Makovica.